# Немањићи — рађање краљевине
Немањићи — рађање краљевине српска је историјско-драмска телевизијска серија снимана од 2017. године чије је премијерно приказивање почело 17. фебруара 2018. на каналу РТС 1.
Представља највећи продукцијски подухват у историји српске телевизије јер је за њу ангажовано 218 глумаца и 2700 статиста, а снимана је на више од 200 локација. Серијалом који је обухватио 200 година владавине најутицајније српске средњовековне династије обележава се 800 година од настанка Краљевине Србије и крунисања Стефана Првовенчаног. Пројекат настао у режији Марка Маринковића, а по сценарију Гордана Михића и продукцији Радио-телевизија Србије.
Улога Стефана Немање поверена је Младену Нелевићу, а његове супруге Ане Немањић Дубравки Мијатовић. Њихове синове Стефана Првовенчаног, Вукана Немањића и Растка Немањића — Светог Саву поименично глуме Војин Ћетковић, Небојша Глоговац и Драган Мићановић. Прву српску краљицу, млетачку принцезу Ану Дандоло, тумачи Слобода Мићаловић.
Пилот епизода серије емитована је 31. децембра 2017. као новогодишњи специјал. Међутим, прва епизода је емитована тек 17. фебруара 2018. Након пилот епизоде реакције су углавном биле негативне после вишемесечних ишчекивања. Критике су углавном биле везане за језик којим се говори у серији, ефекте и спорну глуму.

## Премиса
Серија представља највећи продукцијски подухват у историји српске телевизије јер је за њу ангажовано 218 глумаца и 2700 статиста, а снимана је на више од 200 локација. Серијалом који је обухватио 200 година владавине најутицајније српске средњовековне династије обележава се 800 година од настанка Краљевине Србије и крунисања Стефана Првовенчаног. Пројекат је настао у режији Марка Маринковића, а по сценарију Гордана Михића и у продукцији Радио-телевизија Србије.
Стефан Немања од народа тражи — и добија — пристанак за почетак борбе за спас и слободу свих поробљених српских земаља. Византијски цар Манојло Комнин умире и у Византији избија борба за власт. Немања намерава да нападне Византију. Немања помаже војсци Светог римског царства омогућавањем безбедног пролаза и хране за Трећи крсташки рат. Рашка и Стефан не смеју да признају међусобну љубав коју не могу остварити.
Растко се замонашује. Стефан и Евдокија венчају се у цркви. Вукан обећава папи да ће ширити католицизам у својој земљи, Зети. Рашка намерава да напусти двор. Папа прихвата Вуканову понуду тражећи потпуну покорност. Стефану се не допада Евдокијина неозбиљност. Стефан и Рашка траже помоћ од бугарског краља Калојана за враћање Стефана на престо. Калојан обећава Стефану помоћ у сукобу с Вуканом и угарским краљем.
Стефан од папског изасланика Казамариса очекује помоћ у вези с приближавањем папи, који би га подржао у намери да се крунише као краљ Србије. Папа сматра да би Вукан, као старији брат, требало да буде краљ Србије. Кулин саопшти Стефану да жели с војском да нападне Вукана јер га је оптужио за богумилство. Евдокија напушта Стефана остављајући га с њиховом децом Комнином и Радославом. Стефан се због државне користи ожени Аном Дандоло уместо Рашком.
С њом добије сина Уроша. Стефан Немања умире. Након огромних освајања Бугарске Стрез издаје Стефана и прикључује се Латинима и Бугарима. Латини и Угарска спремају напад на Србију. Српска православна црква добија аутокефалност. Стефан постаје краљ Србије. На самом крају прве сезоне серије Стефан умире у постељи због болести.

## Улоге
Улога Стефана Првовенчаног, првог српског краља, поверена је Војину Ћетковићу, а улога прве српске краљице, млетачке принцезе Ане Дандоло, поверена је Слободи Мићаловић.
Улогу Стефана Немање, великог жупана Рашке, тумачи Младен Нелевић, а његову супругу Ану Немањић тумачи Дубравка Мијатовић.
Улогу Вукана Немањића, најстаријег сина Стефана Немање, тумачи Небојша Глоговац, а улогу Растка Немањића — Светог Саве, првог српског архиепископа, тумачи Драган Мићановић.

### Стварни ликови
| Глумац             | Улога                        | Опис |
| ------------------ | ---------------------------- | --- |
| Војин Ћетковић     | Стефан Немањић (Првовенчани) | Средњи син Стефана Немање и Ане. Наслеђује оца на престолу, а касније постаје први српски краљ.                                |
| Младен Нелевић     | Стефан Немања                | Велики жупан српске државе Рашке. Одлучан и храбар човек. Замонашује се и предаје власт средњем сину Стефану.                  |
| Драган Мићановић   | Растко Немањић (Свети Сава)  | Најмлађи син Стефана Немање и Ане. Замонашује се и добија име Сава. Касније постаје први српски архиепископ.                   |
| Небојша Глоговац   | Вукан Немањић                | Најстарији син Стефана Немање и Ане. Оспориће очеву одлуку да га наследи његов брат Стефан. Због тога креће у рат против њега. |
| Дубравка Мијатовић | Ана Немањић                  | Супруга Стефана Немање и мајка Вукана, Стефана, Саве и Јефимије.                                                               |
| Игор Первић        | Исак II Анђел                | Византијски цар. Побеђује Србе у бици на Морави и убрзо удаје своју нећаку Евдокију за Стефана.                                |
| Слободан Бештић    | Алексије III Анђел           | Византијски цар. Отац принцезе Евдокије и Стефанов таст.                                                                       |
| Аљоша Вучковић     | Ранијеро Дандоло             | Отац Ане Дандоло и син Енрика Дандола. Други Стефанов таст.                                                                    |
| Јелена Гавриловић  | Евдокија Анђел               | Прва супруга Стефана Немањића и кћи визнатијског цара Алексија Анђела. Мајка Радослава, Владислава и Комнине.                  |
| Слобода Мићаловић  | Ана Дандоло                  | Друга супруга Стефана Немањића и унука млетачког дужда Енрика Дандола. Урошева мајка.                                          |
| Мето Јовановски    | Манојло I Комнин             | Византијски цар. Више пута је поштедео живот Стефану Немањи.                                                                   |
| Радоје Чупић       | Тихомир Завидовић            | Старији брат Стефана Немање. Удружује се с Византијом и ратује против брата Немање. Губи живот у бици код Пантина.             |
| Јован Торачки      | Страцимир Завидовић          | Старији брат Стефана Немање. У почетку ратује против њега с осталом браћом, али се касније мире.                               |
| Синиша Максимовић  | Мирослав Завидовић           | Старији брат Стефана Немање. И он ратује с осталом браћом против Немање, али се мире. Написао је Мирослављево јеванђеље.       |
| Александар Ђурица  | Војихна                      | Командант српске војске. |
| Новак Билбија      | Фридрих I Барбароса          | Немачки краљ. Један од предводника крсташког рата.                                                                             |
| Зафир Хаџиманов    | Теодор I Ласкарис            | Никејски цар. |
| Јелена Ђукић       | Каталена                     | Вуканова супруга. |
| Александар Дунић   | Вук                          | Зетски велможа. |
| Андреј Шепетковски | Стрез                        | Бугарски властелин. |
| Димитрије Илић     | Калојан                      | Бугарски краљ/цар који помаже Стефану да се врати на престо.                                                                   |
| Атила Мес          | Андрија II                   | Угарски краљ. |
| Љубомир Булајић    | Стојимир                     | Изасланик. |
| Богољуб Митић      | Угљар                        | Богданов отац. |
| Оливера Викторовић | Угљарева супруга             | Богданова мајка. |
| Дубравко Јовановић | Бан Кулин                    | Босански бан. |
| Исидора Минић      | Војслава                     | Супруга Кулина Бана. |
| Предраг Бјелац     | Бертолд IV, гроф од Мераније | Истарски крајишки гроф. |
| Ђорђе Бранковић    | Анастас                      | |
| Милан Чучиловић    | Хенрик Фландријски           | |
| Злата Нуманагић    |                              | Стефанова стрина. |
| Милан Марић        | млади Вукан Немањић          | |
| Милош Ђуровић      | млади Стефан Првовенчани     | |
| Никола Мијатовић   | дечак Стефан Првовенчани     | |
| Јована Гавриловић  | млада Рашка Немањић          | |
| Стефан Радоњић     | Стефан Радослав              | Најстарији син Стефана Немањића и Евдокије. Стефанов наследник.                                                                |
| Тоња Гаћина        | Комнина Немањић              | Кћи Стефана Немањића и Евдокије.                                                                                               |
| Бранислав Ћалић    | Стефан Владислав             | Други син Стефана Немањића и Евдокије.                                                                                         |
| Танасије Узуновић  | Антоније                     | Зограф. |
| Иван Николић       |                              | |

### Измишљени ликови
Већина ликова у серији утемељена је на историјским личностима. Међутим, постоје ликови који су измишљени ради дочаравања далеког времена. То су:
| Глумац           | Улога              | Опис                                                                   |
| ---------------- | ------------------ | ---------------------------------------------------------------------- |
| Нада Шаргин      | Рашка Немањић      | Усвојена кћи Стефана Немање и Ане. Заљубљена је у Стефана.             |
| Миодраг Крстовић | Адам               | Пријатељ Стефана Немање и заповедник српске војске.                    |
| Горан Султановић | Просигој           | Учитељ Вукана, Стефана и Саве.                                         |
| Мирољуб Лешо     | Слуга Радоје       | Саветник, слуга, кувар и пријатељ породице Немањић.                    |
| Милена Павловић  | Тиса               | Жена која лута по шумама и пољима с Браном.                            |
| Вучић Перовић    | Богдан             | Угљарев син, пријатељ Стефана Првовенчаног и заповедник српске војске. |
| Иван Заблаћански | Бран               | Човек који лута по шумама и пољима с Тисом                             |
| Лука Рацо        | Евдокијин љубавник |                                                                        |

Ту се убраја и Рашка Немањић (Нада Шаргин) коју је осмислио сценариста Гордан Михић, али у новијим истраживањима историчара појављују се индиције да је на двору, у време владавине Стефана Немањића, заиста постојала жена с којом је живео Стефан Немањић.

## Епизоде
| Сезона | Сезона | Епизоде | Епизоде | Оригинално емитовање | Оригинално емитовање |
| Сезона | Сезона | Епизоде | Епизоде | Премијера            | Финале               |
| ------ | ------ | ------- | ------- | -------------------- | -------------------- |
|        | 1.     | 13      | 13      | 17. фебруар 2018.    | 6. мај 2018.         |
|        | 2.     | ТБА     | ТБА     | ТБА                  | ТБА                  |

Драган Мићановић потврдио је да ће серија имати још једну сезону, што је касније потврдио и сценариста Гордан Михић. Драган Мићановић, због историјских разлога, не зна хоће ли бити део глумачке поставе у следећој сезони.

## Продукција

### Претпродукција
Радио-телевизија Србије расписала је 5. септембра 2015. конкурс за најбољи сценарио за телевизијску серију од дванаест епизода кроз које би се представило крунисање Стефана Првовенчаног. Главни и одговорни уредник културно-уметничког програма РТС-а Небојша Брадић тада је изјавио: „Од првог краљевског крунисања у Жичи дели нас 800 година”. Додао је и да је реч прилици „за дијалог с историјом, за нова преиспитивања и позив за нове ствараоце да се позабаве значајном темом”. Телевизија је победнику, поред екранизације сценарија, понудила и награду од пола милиона динара. Конкурс је затворен 31. јануара 2016.
Пет дана касније, стручна комисија, коју су чинили: Милан Влајчић — новинар и председник жирија, Горан Марковић — филмски сценариста и редитељ и историчарка Смиља Марјановић Душанић, отворила је пристиглих дванаест рукописа. Марта 2016. објављено је да је победник анонимног конкурса Гордан Михић, чији је сценарио потписан шифром Снови. Михић је том приликом изјавио да је РТС овим „добио прилику да се искупи”, јер је материјал „такав да је грех што то до сада није урађено”. Додао је да се током писања сценарија консултовао са савременим историчарима, као и да је ишчитавао бројне историјске списе и сведочанства. Крајем новембра 2016. РТС је објавио да ће серија обухватити период двовековне владавине Немањића — од Стефана Немање и подизања Хиландара, па све до смрти Уроша Нејаког.
Нити којима је серијал прожет такође су и „борбе великих сила за територију Балкана, унутрашњи сукоби, стицање аутокефалности српске цркве, војни успеси и крваве борбе”. Будући да је касније објављено да се првих дванаест епизода завршавају крунисањем Стефана Првовенчаног у манастиру Жича, појавиле су се спекулације да ће серија имати више сезона, те да ће кроз њих проћи још више глумаца који ће играти преостале Немањиће. Серија је уместо дванаест имала тринаест епизода. Последња епизода прве сезоне приказује Стефаново крунисање у манастиру Жича, а завршава се његовом смрћу. Пре него што је почело снимање редитељу се као помоћник придружила Бојана Шутић, која деценијама живи и ради у Риму. Продуцентској кући редитељка је од великог значаја због искуства стеченог у раду с Фелинијем, Кополом, Ал Пачином, Џесиком Ланг и другима.

### Локације и сценографија
Серија је снимана на више од 200 локација широм Србије од којих је Студеница прва у низу. Сценограф Кирил Спасески рекао је 7. фебруара 2017. да локације испуњавају очекивања, јер се тежило к томе да већина места буду управо она на којима су живели или боравили Немањићи: „Ту смо узели у обзир остатке Магличке тврђаве, која је из каснијег доба, али ћемо је адаптирати као да је из тог доба, затим Смедеревску тврђаву, манастирске комплексе који су у Рашкој области”.
Сви реквизити завршени су пре 15. марта, када је почело снимање. Успешно су израђене реплике средњовековног оружја како би се што веродостојније представиле сцене борбе и слике српских, мађарских и византијских војника. Оружје за петорицу главних глумаца ручно је рађено. Милош Петровић је направио каишеве на које је стављао нитне у духу средњовековне српске моде. Две недеље пре назначеног датума почетка снимања, у Липовачкој шуми у Београду изграђен је Немањин двор: палисадна тврђава, капија двора, село око двора. Ту су истовремено за сцене борби увежбавани коњи.
У марту је такође, у складишту луке Београд, почела захтевна изградња сценографије манастира Жиче, која је била осликана (пресликана) као нова, приказујући тако како је манастир изгледао када је тек био подигнут. Прва клапа снимљена је 15. марта на Студеничкој реци, а одатле се екипа преселила на Копаоник где су снимљене сцене одласка у Бугарску. Селидба сниматељске екипе у студио ставила је у први план камермана, Небојшу Башића, који је истакао да је највећи изазов био пронаћи адекватан тон на светлости ватре, свећа и бакљи. Немањићи су потом снимани на Фрушкој гори, Космају, Калемегдану, Липовачкој шуми, Борачу, Сирогојну, Смедереву, Херцеговини, Делиблатској пешчари и на крају у Петровој цркви у Новом Пазару.

### Костимографија
За потребе серије, ручно је израђено 800 костима на чијој се изради радило даноноћно. Око месец и по дана трајале су припреме на изради костима које је шило двадесет људи, на челу са ауторима, костимографом Стефаном Савковићем и сценографом Кирилом Спасескијем. По речима историчара Марка Поповића — „било је то веома сложен и тежак посао, посебно имајући у виду да српски историчари који проучавају ову епоху имају дилеме и не могу са сигурношћу рећи шта је заиста аутентично”.

### Изложба костима 2021. године у галерији уГолубачкој тврђави
- Плакат
- Део костима
- Један део костима
- Костими
- Костими и оружје
- Костим
- Два костима

### Буџет
У пројекат је уложено 2,87 милиона евра, од претходно предвиђених 3.200.000 евра, а појашњено је да је новац за реализацију сакупљен од спонзора и из комерцијалног приноса Јавног сервиса. Појавиле су се спекулације да је само прва епизода серије коштала 300.000 евра. Просечно, једна епизода серије кошта нешто више од 180.000 евра, али је РТС издвојио свега трећину те цене. Један сат серије је коштао око 191.300 евра. Већи део средстава за реализацију, 1,82 милиона евра, обезбедили су финансијери, спонзори и пријатељи серијала, Свислајон-Таково, Хемофарм и БК група. РТС је у готовини издвојио 1,05 милиона евра за цео пројекат, односно 70.000 евра по сату програма.

### Музика
Музику је компоновао Драгољуб Илић, а песму у уводној шпици отпевала је српска певачица православне духовне музике Дивна Љубојевић. На Твитеру су се појавили и снимци борбе са мало убрзаним темпом и чувеном музиком из серије Бени Хил што се публици свидело. Издавачка кућа ПГП РТС објавила је диск са 25 композиција које су коришћене у самој серији чије је укупно трајање 55 минута. Музички продуцент био је Оливер Ивановић, а музичари су били Никола Попмихајлов (византијска музика), Тијана Милошевић (виолина), Ладислав Мезеи (виолончело), Љуба Димитријевић (солиста на старим дувачким инструментима — фруле, зурле и крављи рог), вокална група „Сербија глобал арт”, српски византијски хор „Мојсије Петровић”.
Списак песама на диску▼

## Грешке
У трећој епизоди, где се Растко замонашује у манастиру, јасно се иза њега, на зиду, види фреска на којој се налази слика свеца и Стефана Немање. Верује се да је тај светац био управо Сава због своје одоре. Ово је изазвало бурне реакције на Твитеру и велику буру у медијима.
У осмој епизоди серије приметиле су се огромне грешке. У једној сцени, краве су обележене ушним маркицама које су у Србију уведене пре неколико година по захтеву Европске уније. У истој епизоди појављује се и лик Богољуба Митића који једе цицвару, неколико векова пре него што је кукуруз донет у Европу. Иста епизода забележена је чудним сценаријом Рашке.

## Рецензије

### Реакције публике
Након емитовања пилот епизоде у новогодишњој ноћи 2018, реакције публике и критике су биле махом негативне, па су ишле чак и до тога да су гледаоци били непријатно изненађени после вишемесечних ишчекивања. У серији је било критиковано одсуство било какве драме и поприлична неинвентивност, као и наивна глума и пропусти у праћењу историјских факата. Дијалози и глумачка постава у пилот епизоди су поприлично разочарали публику. Критиковани су и ефекти који су се користили у серији и „јефтини” општи утисак (поприлично скупе) пилот епизоде. Разни десничарски портали и медији су критиковали серију кроз контекст „скрнављења историје”. Многима је засметао специфичан језик којим се говори у серији. Те речи су настале тек касније од стране латинског, мађарског, турског, немачког и руског језика. На пример, реч „причврљити” коју употребљава глумац Горан Султановић. Публика је критиковала и употребу дорћолског жаргона у серији.
Са друге стране, у позитивне рецензије спадају оне које хвале чињеницу да је оваква серија уопште снимљена (првенствено због чињенице да је реч о жанру коме се аутори нису много обраћали претходних година и деценија), те да је исход задовољавајући сходно вишеструко мањем буџету од аналогних серија какве се снимају у западним земљама. Такође, ове рецензије су позивале на стрпљење, јер се неки од главних глумаца (Ћетковић, Глоговац, Мићаловић, Мићановић) у првој епизоди још нису појавили. Бизарне ствари и чудан језик и глума у серији схваћени су као хумористички мотиви. Публика је готово једногласно похвалила костиме и музику.

### Рецензије критичара
Највећи проблем ми је језик и нека имена...— Божидар Кљајевић, српски историчар.
Рецимо то овако – нек буде да прва епизода Немањића остаје у старој, а да ће с пролећа нове године стићи боље епизоде.— Бојана Лекић, српска новинарка.
Овим се управо млади људи удаљавају од Немањића (јер неће гледати даље епизоде), али и од историје.— Драгослав Бокан, српски режисер, књижевник и публициста.
Рекло би се да је сценариста стављањем данашњег градског говора у уста људима који су живели пре осам векова желео да и њих и њихово доба приближи нашем времену, да их учини људскијим, обичнијим, а ефекат је био управо супротан. Он их је удаљио и учинио неисторијским, без трунке аутентичности. Тако смо, и поред привидно историјске сценографије, добили неисторијске личности, измештене из свог времена, заправо скупину наших савременика, чудно одевених, безвољних и намргођених, који говоре бесмислен текст и кревеље се пред камерама, а нису ни забавни.

Сусрети Немање с византијским царем делују готово гротескно („Јеси л’ ти, царе, нормалан?!”). Исти је утисак и о Немањином разговору с царем Фридрихом Барбаросом. Неукусна су опсесивна настојања Растковог дворског и породичног окружења да му нађе женско чељаде. Као да је неко с предумишљајем и отворено извргнуо руглу сјајно доба наше историје, о којем ће се, после овакве серије, сума погрешних знања и представа само умножити.— Ђорђе Бубало, српски историчар.
... Византијски цар Манојло Комнин приказан је као јектичави кепец, а историјски подаци несумњиво говоре да је био огроман растом, велики ратник без мане и страха, учесник витешких турнира. На самрти (1180), када је тражио да буде замонашен, све мантије које су нашли на двору једва су му досезале до колена. Уз то, он је рођен 1118. године, пет година је млађи од Немање (1113), а у серији је другачије. Немачки цар Фридрих Барбароса је од Немање млађи 12 година, а у серији је готово обратно. Немању, који је у Цариград као заробљеник доведен 1172. године, византијски писци описују као „плећатог старца”, а исти Немања, после 17 година, на састанку с Барбаросом у Нишу (1189) нема ниједну седу. Све су то чињенице које су могле лако да се провере. У време када је кретао на Свету Гору и био у узрасту од шеснаест или седамнаест година, Сава је представљен врло поједностављено, као смушени верски занесењак чија се побожност и наклоност према монашком животу своде на симплификоване синтагме као што су „Бог је љубав, љубав је Бог”.— Радивој Радић, српски историчар, универзитетски професор и научни радник.
Оно што је тешко поправити јесу, по мом мишљењу, слаби дијалози и слаба глума, уз часне изузетке. Али за сваку похвалу је чињеница да смо коначно добили серију о Немањићима. Можемо да имамо стотине примедби, али би требало да сачекамо да погледамо целу серију. Овом серијом се ипак исправља срамота да нисмо имали ниједан филм, ниједну серију о најважнијој теми националне историје. Јер идентитет Срба се заснива на сећању на Светог Саву, Светог Симеона и остале Немањиће.— Милош Ковић, српски историчар, доктор историјских наука и доцент на Филозофском факултету Универзитета у Београду.